# Athanopsis
Athanopsis is een geslacht van kreeftachtigen uit de klasse van de Malacostraca (hogere kreeftachtigen).

## Soorten
- Athanopsis australis Banner & Banner, 1982
- Athanopsis brevirostris Banner & Banner, 1981
- Athanopsis dentipes Miya, 1980
- Athanopsis gotoi Anker, 2012
- Athanopsis platyrhynchus Coutière, 1897
- Athanopsis rubricinctuta Berggren, 1991
- Athanopsis saurus Anker, 2011